# 瑪麗-讓娜-巴蒂斯特
瑪麗-讓娜-巴蒂斯特（法語：Marie-Jeanne-Baptiste，法語發音：[maʁi ʒan batist]；1644年4月11日—1724年3月15日），薩伏依公爵夫人，1675年至1684年間擔任薩伏依公國攝政。
瑪麗-讓娜-巴蒂斯特的父親是訥穆爾公爵夏尔-阿梅代，母親是法國國王亨利四世的孫女伊莉莎白·德·波旁。她的妹妹是瑪麗-法蘭索瓦絲-伊莉莎白，日後的葡萄牙王后。
1665年，瑪麗-讓娜-巴蒂斯特與薩伏依公爵卡洛·埃馬努埃萊二世結婚，隔年兩人的獨子維托里奧·阿梅迪奧二世出生。丈夫去世後，由瑪麗-讓娜-巴蒂斯特擔任攝政直到維托里奧·阿梅迪奧於1684年親政為止。